# 刘铁蕾
刘铁蕾，童星，中国女性电影演员、舞蹈演员。
曾就读于上海卢湾区卢湾中学初中、高中部。学生时代参演了多部电影。曾登上《大众电影》封面。

## 电影作品
- 《十四、五岁》[1]（1984年）：1980年代中学生的故事，饰演女主角宋美娟
- 《廖仲恺》（1983年）：饰演廖仲恺的女儿廖梦醒[1]
- 《石榴花》[1]（1982年）：1980年代初期两个残疾青年的故事，“刘铁雷”饰演少年石榴花
- 《闪光的彩球》[1]（1982年）：1980年代初期小学生的故事，饰演亚梅
- 《雪花和栗子球》（1980年）：1976年文革时期一个马戏团的一条狗和一只熊的故事，饰演小红[2]